# Brownea tillettiana
Brownea tillettiana là một loài thực vật có hoa trong họ Đậu. Loài này được D.Velasquez & Agostini miêu tả khoa học đầu tiên.